# This Is a Life
This Is a Life ist ein Song von Son Lux feat. Mitski & David Byrne aus dem Jahr 2022. Es handelt sich um einen Song aus dem von Son Lux komponierten Soundtrack zu dem Film Everything Everywhere All at Once. Das Lied wurde bei der Oscarverleihung 2023 als Bester Filmsong nominiert.

## Entstehungsgeschichte
An dem kompletten Soundtrack arbeitete Son Lux in enger Zusammenarbeit mit dem Regisseur-Duo Dan Kwan und Daniel Scheinert etwa zweieinhalb Jahre.
This Is a Life ist ein Duett der japanischen Sängerin Mitski mit dem ehemaligen Talking-Heads-Sängers David Byrne. Es handelt sich musikalisch um eine herkömmliche Popballade, die  jedoch aus der Divergenz der zwei sehr unterschiedlichen Stimmen besteht und so andere Filmballaden konterkariert, ohne sie jedoch zu veralbern.
Mitski stand schon recht früh als Interpretin fest und man versuchte eine Stimme zu finden, die sehr unterschiedlich zu ihrer ist. So sprach man David Byrne an, der zusagte. Den beiden Interpreten wurde eine Pianoballade vorgegeben. Mitski schrieb den Text zu ihrem Part und Byrne setzte ihren Teil dann fort. Die beiden unterschiedlichen Vocaltracks wurden dann von Son Lux zusammengesetzt. Zum Teil wurden sowohl Instrumente als auch der Gesang verdoppelt. Die einzelnen Instrumente wurden auch verlangsamt und schneller gespielt.

## Veröffentlichungsgeschichte
Am 8. März 2022 veröffentlichte Son Lux This Is a Life als erste Single zum Soundtrack des Films Everything Everywhere All at Once. Das Musikvideo zeigt einen sich drehenden Donut. Sowohl der Film als auch der komplette 49 Tracks umfassende Soundtrack folgten erst einen Monat später, am 8. April 2022. Der Soundtrack selbst erschien als digitales Album über A24 Music, dem Musiklabel des Filmproduktionsunternehmens A24.
Das Lied erschien in zwei Versionen auf dem Album: einer Extended version mit 3:35, das auch als Eröffnungsstück dient, und der Originalversion, die 2:41 lang ist. Im Film selbst ist das Lied im Abspann zu hören.

## Rezeption
This Is a Life wurde bei der Oscarverleihung 2023 als Bester Filmsong nominiert.